# Моргенштерн, Исаак Григорьевич
Исаа́к Григо́рьевич Моргенште́рн (7 июня 1932, Минск — 22 января 2008, Челябинск) — советский и российский библиограф, доктор педагогических наук, профессор, заслуженный работник высшей школы РФ, действительный член Международной академии информатизации.

## Биография
В 1951 году поступил в Ленинградский библиотечный институт им. Н. К. Крупской на факультет библиографии, затем продолжил обучение в аспирантуре.
В 1960—1972 годах — преподаватель, заведующий кафедрой библиографии (1965) Восточно-Сибирского государственного института культуры в Улан-Удэ. В 1967 году защитил кандидатскую диссертацию «Тематическая библиография художественной литературы».
С 1972 года — доцент, затем — профессор, заведующий кафедрой (с 1993) информации и библиографии Челябинского государственного института культуры. В 1989 году защитил докторскую диссертацию «Оптимизация справочно-библиографического обслуживания в библиотеках». Руководил научной работой студентов, аспирантов и соискателей ЧГАКИ.
В память об учёном в Челябинском государственном институте культуры в 2008 г. учреждена персональная стипендия И. Г. Моргенштерна, в Научной библиотеке этого вуза собрана коллекция «Личная библиотека И. Г. Моргенштерна». С 2014 года Челябинская областная универсальная научная библиотека совместно с ЧГИК проводит один раз в два года Моргенштерновские чтения, поддержанные Министерством культуры Российской Федерации и Российской библиотечной ассоциацией.

## Научная деятельность
Специалист в области библиографоведении, книговедении и социальной информатики.
В 1978 году в соавторстве с Б. Т. Уткиным подготовил научно-популярное издание «Занимательная библиография», которое вышло в издательстве «Книга».
В 1985 году стал одним из авторов учебника для вузов «Библиография художественной литературы и литературоведения». В этом же году учебному пособию И. Г. Моргенштерна «Научная организация библиографического труда» (Челябинск, 1983) была присуждена премия на Всероссийском конкурсе за лучшую работу по библиотековедению и библиографии.
И. Г. Моргенштерн впервые обосновал возможность использования социально-экономического метода в библиографоведении. Был лидером изучения проблем справочно-библиографического обслуживания (СБО) в библиотеках как самостоятельного направления библиографоведения. Учёным исследована и дана диагностика состояния ресурсов справочно-библиографического обслуживания в библиотечных системах, определены сущность, функции, содержание, свойства и структура справочно-библиографического аппарата, разработаны параметры модели оптимального функционирования системы СБО. Исследователь разработал оригинальную методику, позволившую получить объективные данные о качестве СБО. В 1999 году в издательстве «Либерея» вышло уникальное научно-практическое пособие «Справочно-библиографическое обслуживание».
В эпоху освоения новых информационных технологий И. Г. Моргенштерн начал разрабатывать проблемы информатизации общества, места в нём библиографических служб и профессиональных качеств организаторов информационных потоков. Роли информации в жизни человека и общества, науке об информационном обществе и единстве информационного мира посвящено учебное пособие «Информационное общество», выдержавшее три переиздания (1995, 2000, 2006).
К началу XXI века потребовалось существенное переосмысление теоретических проблем в библиографоведении. Прежде всего, это связано с изменением организации библиографической деятельности, развитием новых технологий, созданием и распространением электронных ресурсов, внедрением виртуальных форм обслуживания пользователей библиотеки. Эти актуальные проблемы освещены в учебнике И. Г. Моргенштерна «Общее библиографоведение» (СПб., 2005).
Внедрение новых образовательных стандартов вызвало необходимость в разработке новых жанров учебно-методической литературы. И. Г. Моргенштерн создал целый ряд путеводителей по библиографическим курсам, которые успешно используются в учебном процессе и положительно оценены в специальной печати.
Всего опубликовал свыше 400 работ (из них 18 отдельных изданий), которые содержат множество авторских идей и разработок новаторского характера. Он внес серьёзный вклад в разработку теории библиографической информации, типологии современной книги, проблем роли книги и книжного дела в информационном обществе, научной организации труда библиографа. Автор «Профессионального кодекса библиографа».

## Основные работы
- Моргенштерн И. Г., Уткин Б. Т. Занимательная библиография. — М.: Книга, 1978. — 144 с. — 70 000 экз. (обл.)
- Моргенштерн И. Г., Уткин Б. Т. Занимательная библиография / Рец. О. П. Коршунов; Художник А. Б. Маркевич. — Изд. 2-е, испр. и доп. — М.: Книжная палата, 1987. — 256 с. — 50 000 экз. (в пер.)
- Моргенштерн И. Г. Научная организация библиографического труда: Учеб. пособие / Челяб. гос. ин-т искусства и культуры. — 2-е изд., испр. и доп. — Челябинск, 1992. — 102 с.
- Моргенштерн И. Г. Справочно-библиографическое обслуживание в библиотеках: Науч.-практ. пособие. — М.: Либерея, 1999. — 79 с.
- Моргенштерн И. Г. Информационное общество: Учеб. пособие / Челяб. гос. акад. культуры и искусств. — 2-е изд., испр. и доп. — Челябинск: Урал LTD, 2000. — 128 с.
- Моргенштерн И. Г. Общее библиографоведение: Учебник для вузов. — М.: Профессия, 2006. — 208 с. — (Библиотека). — 3000 экз. — ISBN 5-93913-066-6. (в пер.)
- Моргенштерн И. Г. Информационный и книжный мир. Библиография. — М.: Профессия, 2007. — 440 с. — (Библиотека). — 3000 экз. — ISBN 978-5-9391-3-140-7. (в пер.)
- Моргенштерн И. Г. ABCDE/АБВГДЕ: Воспоминания. Письма. — Челябинск, 2008. — 372 с., ил.
- Моргенштерн И. Г. Общее библиографоведение: Учебное пособие. — М.: Лань, Планета музыки, 2016. — 212 с. — (Учебники для вузов. Специальная литература). — 150 экз. — ISBN 978-5-8114-2148-0, ISBN 978-5-91938-283-6. (в пер.)